# Arthur Somerset
Pour les articles homonymes, voir Somerset.
Arthur Somerset est né à Troy House (en) le 17 novembre 1851 et mort à Hyères le 26 mai 1926.

## Biographie
Fils cadet du duc de Beaufort, il est écuyer du prince de Galles, chef de ses écuries, et major dans les Royal Horse Guards.
Homosexuel, il vit séparé de sa femme après que celle-ci l'ait trouvé en compagnie d'un valet de pied. Il est l'un des premiers admirateurs du futur écrivain Jean Lorrain, rencontré vers 1878.
En 1889, il est impliqué dans le scandale de Cleveland Street : il est soupçonné d'avoir été le client régulier d'un lupanar qui fournissait de petits télégraphistes à des membres de l'aristocratie. Plusieurs prostitués masculins l'ayant identifié et nommé comme client de leurs services, il est interrogé par la police le 7 août 1889, et bien que le procès-verbal de l'interrogatoire ait disparu, il donne lieu à un rapport rédigé par l'attorney général, directeur des poursuites pénales, demandant que des poursuites soient engagées contre lui en vertu de l'article 11 de la Criminal Law Amendment Act de 1885. Le nom de Somerset, jugé trop sensible, est caché par un morceau de papier qu'on y colle. On croit qu'il aurait donné à la police les initiales d'un membre de la famille royale « P.A.V. », c'est-à-dire le prince Albert Victor, duc de Clarence et Avondale, son employeur et le second dans la liste de succession au trône. Selon Lord Curzon le prince fréquentait lui aussi ce lupanar pour homosexuels. Par la suite, l'attorney apprend que le secrétaire d'État à l'Intérieur souhaite que rien ne soit fait pour l'instant. La police obtient une autre déclaration impliquant Somerset, tandis que celui-ci fait en sorte que son avocat défende les jeunes garçons arrêtés dans le scandale. Après que la police l'ait revu une seconde fois le 22 août, Somerset obtient un congé de son régiment et la permission de partir pour l'étranger.
Il se rend d'abord à Hombourg mais retourne en Angleterre. Ayant appris en septembre l'imminence d'accusations, il s'enfuit en France pour y échapper. De là, il se rend à Constantinople, Budapest, Vienne, puis revient en France, où il s'installe, vivant avec un Anglais, James Neale, et meurt en 1926, à 74 ans.